# 슈테파니 슈타펜베크
슈테파니 슈타펜베크(Stefanie Stappenbeck, 1974년 4월 11일 ~ )는 독일의 배우이다.

## 출연 작품
- 베네데 (2017)
- 미션 이스탄불 (2016)
- 콤 나헤르 (2006)
- 맨발 (2005)
- 토마스 만(영어판) (2001)